# 袁廷芝
袁廷芝為中國清朝武將官員，本籍直隸。袁廷芝於1686年（康熙25年）奉旨接替王國憲，於台灣地區擔任台灣北路營參將（營署設於諸羅）。而此官職是台灣清治時期此階段，受台灣鎮總兵制約的台南以北最高軍事將領。
| 前任： 王國憲 | 台灣北路營參將 1686年上任 | 繼任： 呂得勝 |